# Oceania
Oceania és la part del món formada pel continent australià –situat entre els oceans Índic, Antàrtic i Pacífic– i per la multitud d'illes que hi ha escampades en aquest darrer oceà (excepte les més properes a l'Àsia, que es consideren asiàtiques). Té 9.010.000 km² (20,4% de les terres emergides) i és el continent de menor extensió, tot i que, si es compten les seues dimensions oceàniques, cobreix prop del 35% de la superfície total del planeta. Es troba gairebé completament en l'hemisferi sud, travessada per l'Equador i la línia internacional de canvi de data.
Segons l'Organització de les Nacions Unides, Oceania és formada per quatre grans àrees o divisions: Australàsia, que comprèn, principalment, Austràlia i Nova Zelanda; la Melanèsia, al nord i nord-est de l'anterior i formada per l'arc d'illes que s'estenen a l'est de Nova Guinea; més al nord, la Micronèsia, que s'estén fins al Tròpic de Càncer; i la Polinèsia, que s'estén pel Pacífic central. Alguns països consideren que Austràlia és un continent o illa-continent i anomenen «Illes del Pacífic» el que altres consideren la resta d'Oceania.

## Etimologia
El terme fou inventat sota la forma d’Océanie pels volts de 1812 pel geògraf francès d'origen danès Conrad Malte-Brun (1775-1826). La paraula Océanie deriva del grec ὠκεανός (ōkeanós), ‘oceà’.

## Història

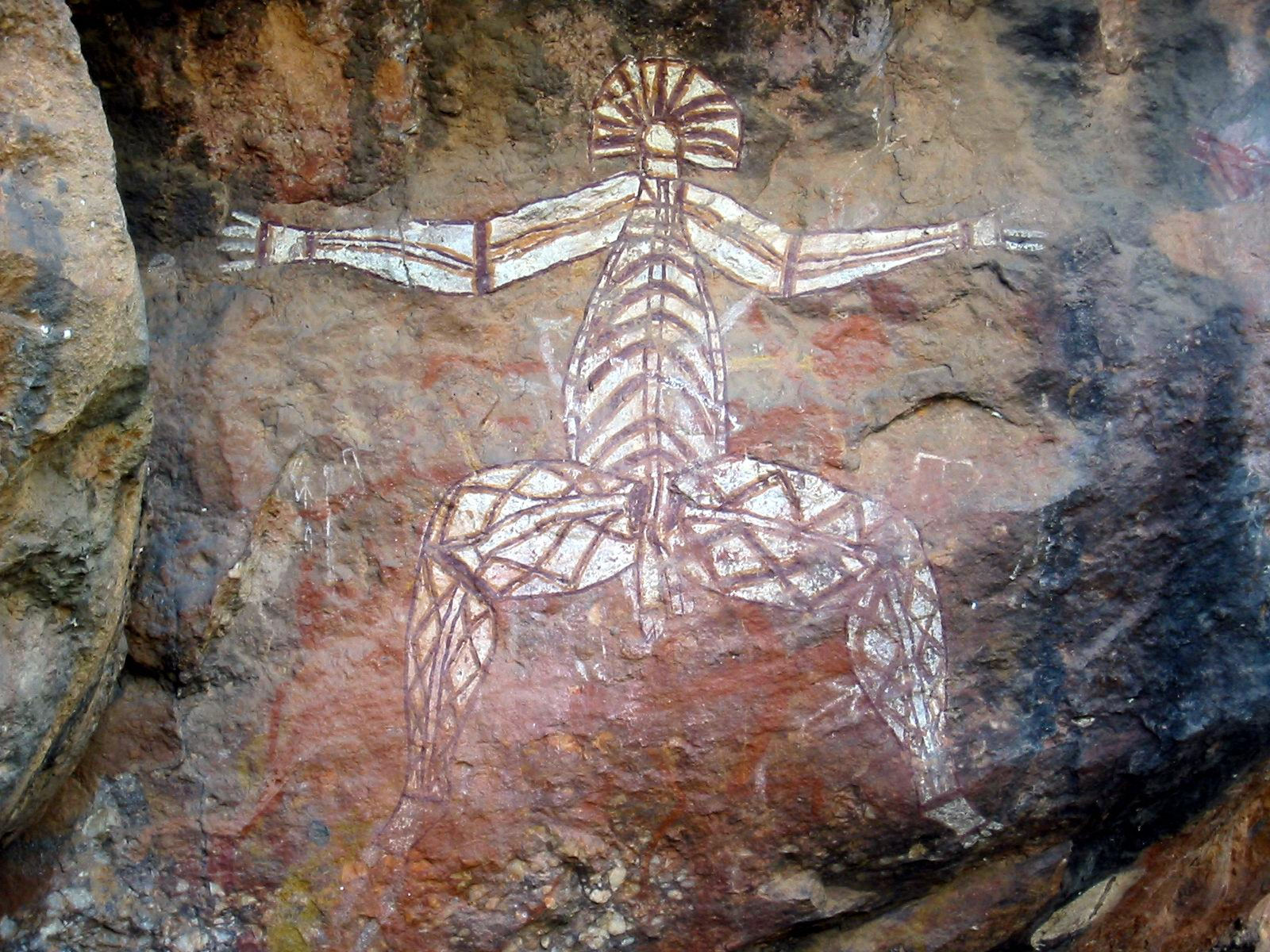
Art rupestre dels aborígens australians al Parc Nacional de Kakadu (Austràlia).

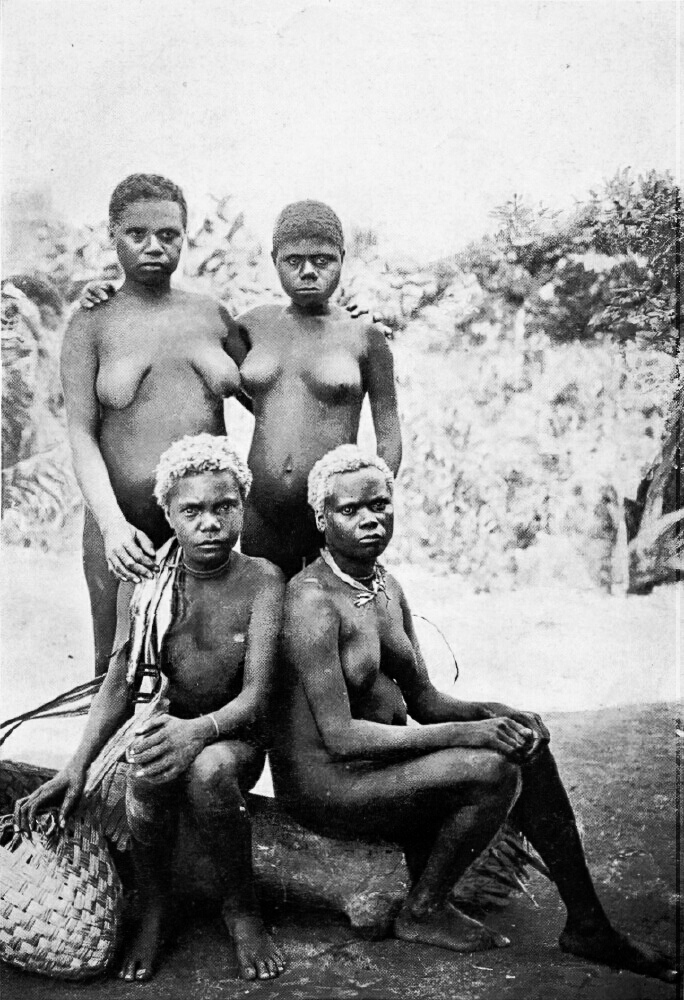
Dones de l'illa Mioko (Papua Nova Guinea, ca. 1900)

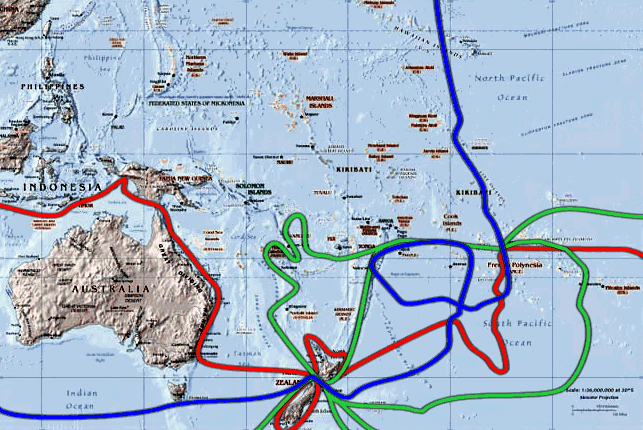
Viatges del capità britànic James Cook per Oceania entre 1768 i 1779: 1r. viatge (en vermell), segon (en verd) i tercer (en blau).

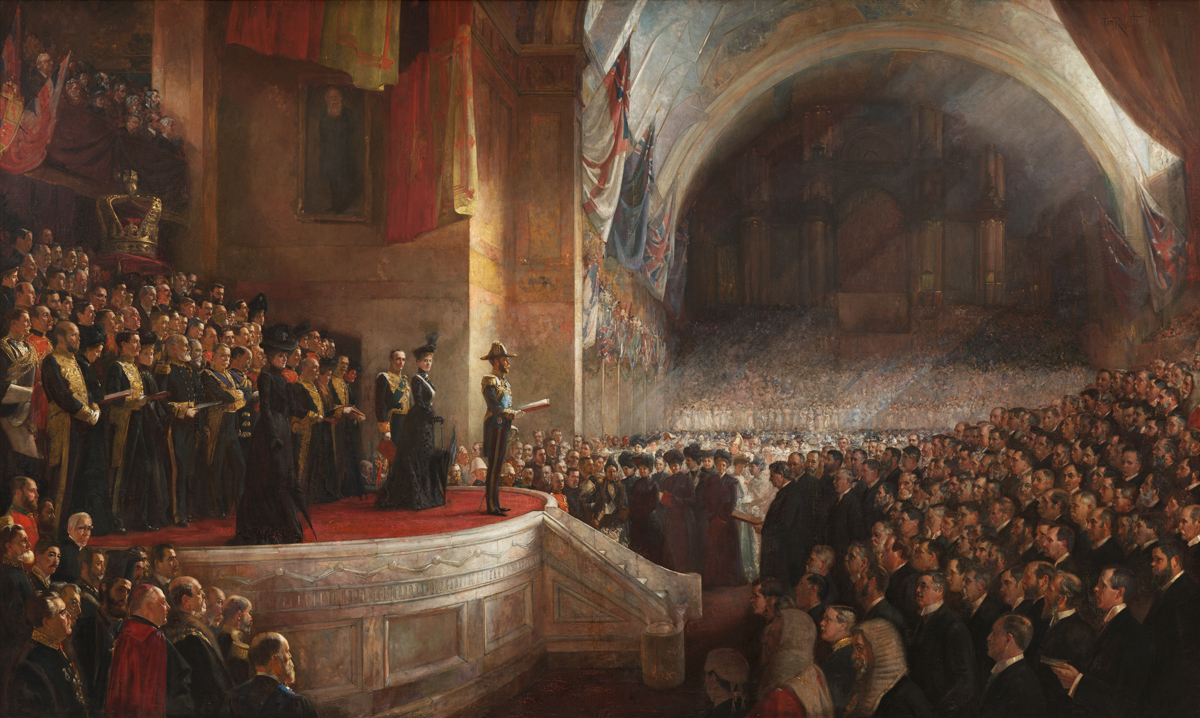
Obertura del Parlament d'Austràlia l'any 1901

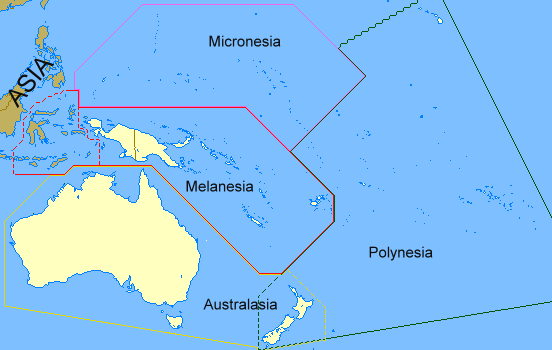
Regions d'Oceania

Vanuatians fent foc.

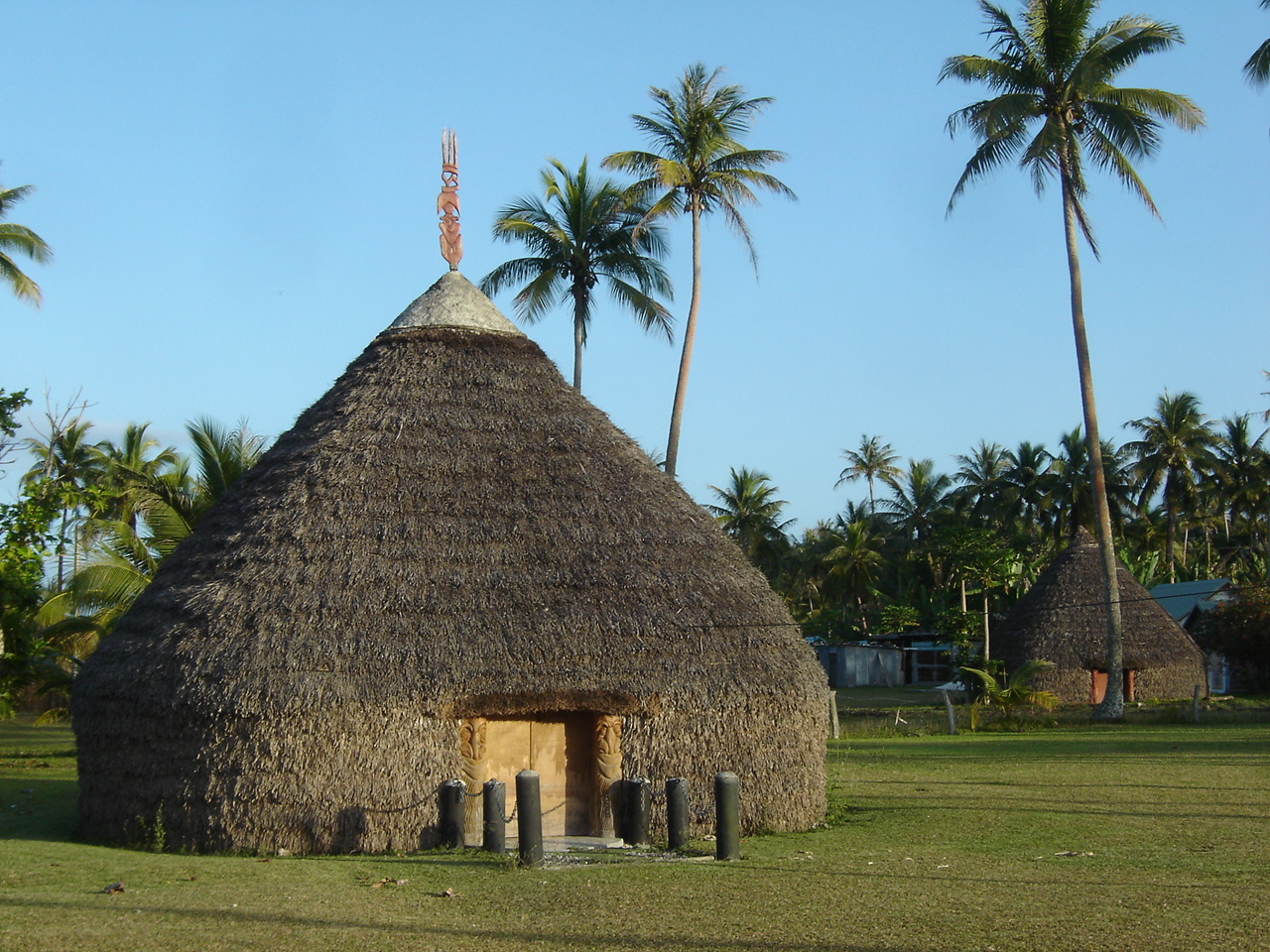
Típica casa canaca a Nova Caledònia

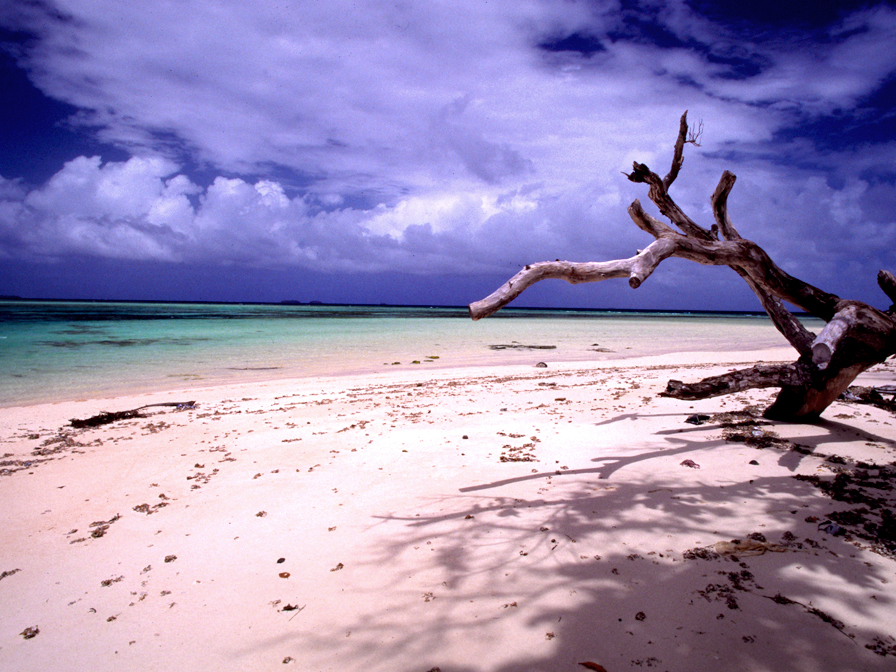
Platja de les Illes Marshall

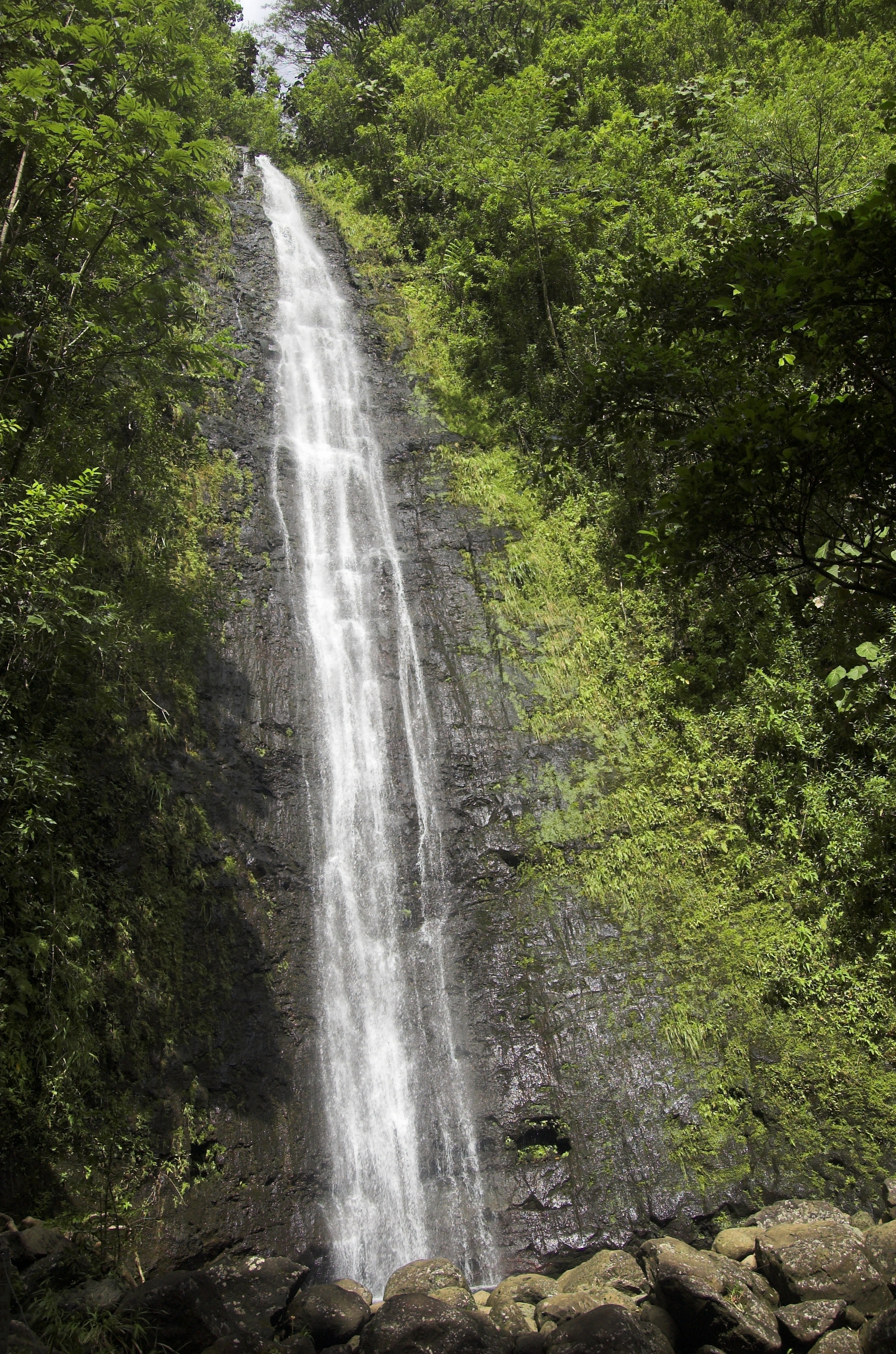
Cascada a l'illa Oahu (Hawaii)

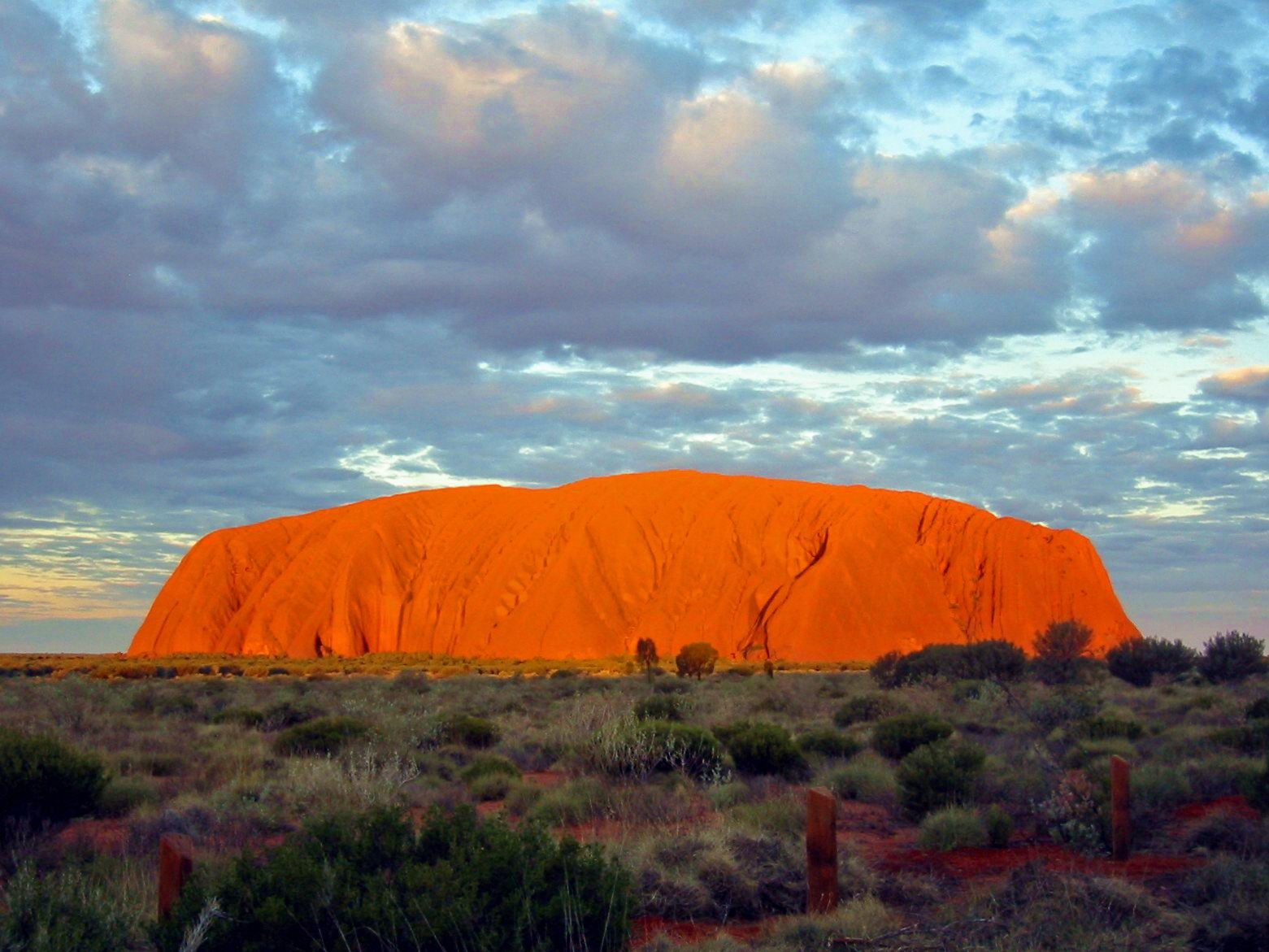
Vista de la muntanya Ulurú al centre d'Austràlia

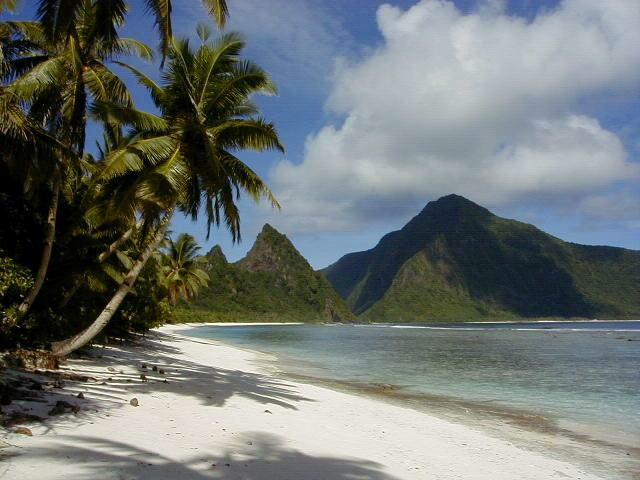
Platja a la Samoa Nord-americana

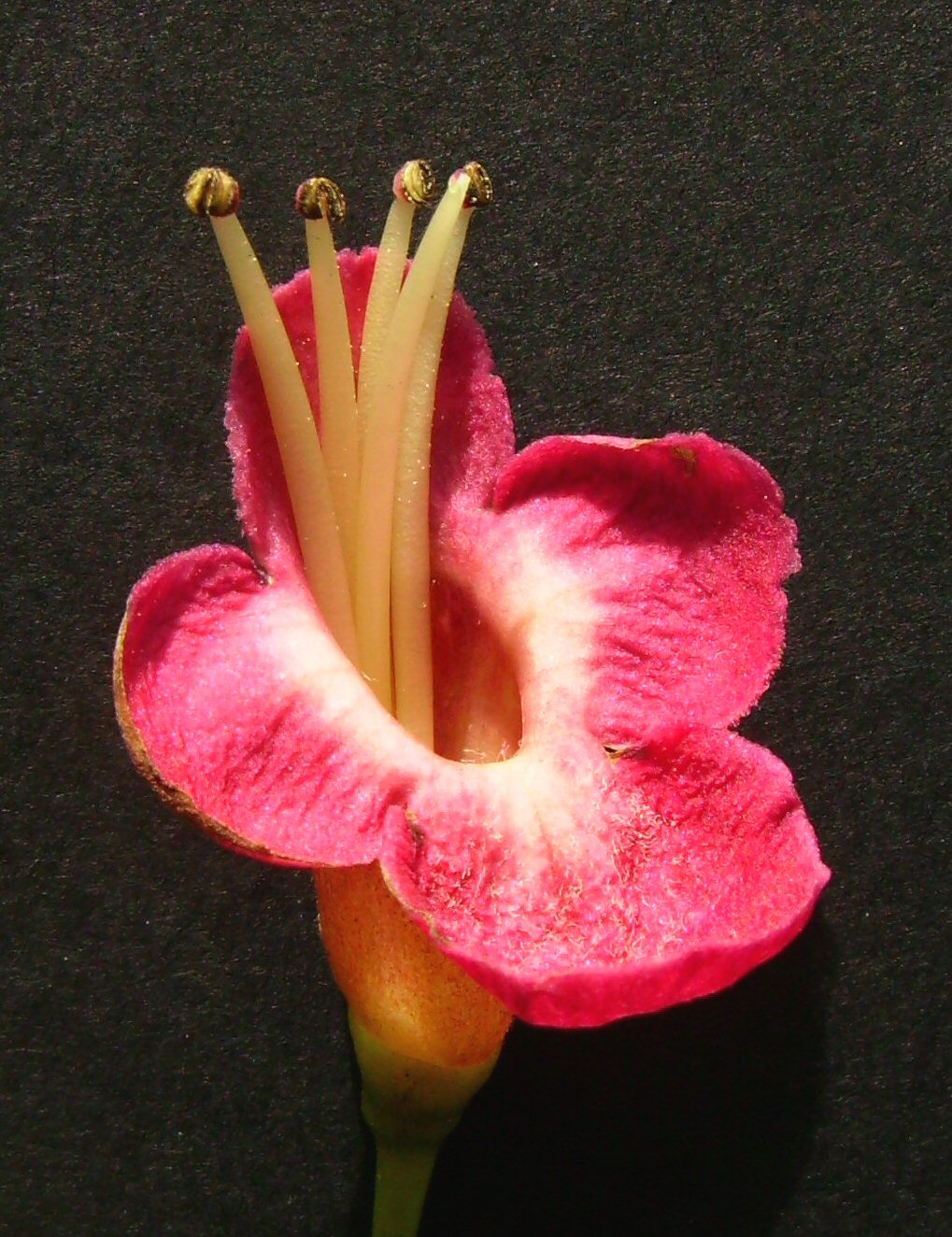
Vitex lucens de Nova Zelanda

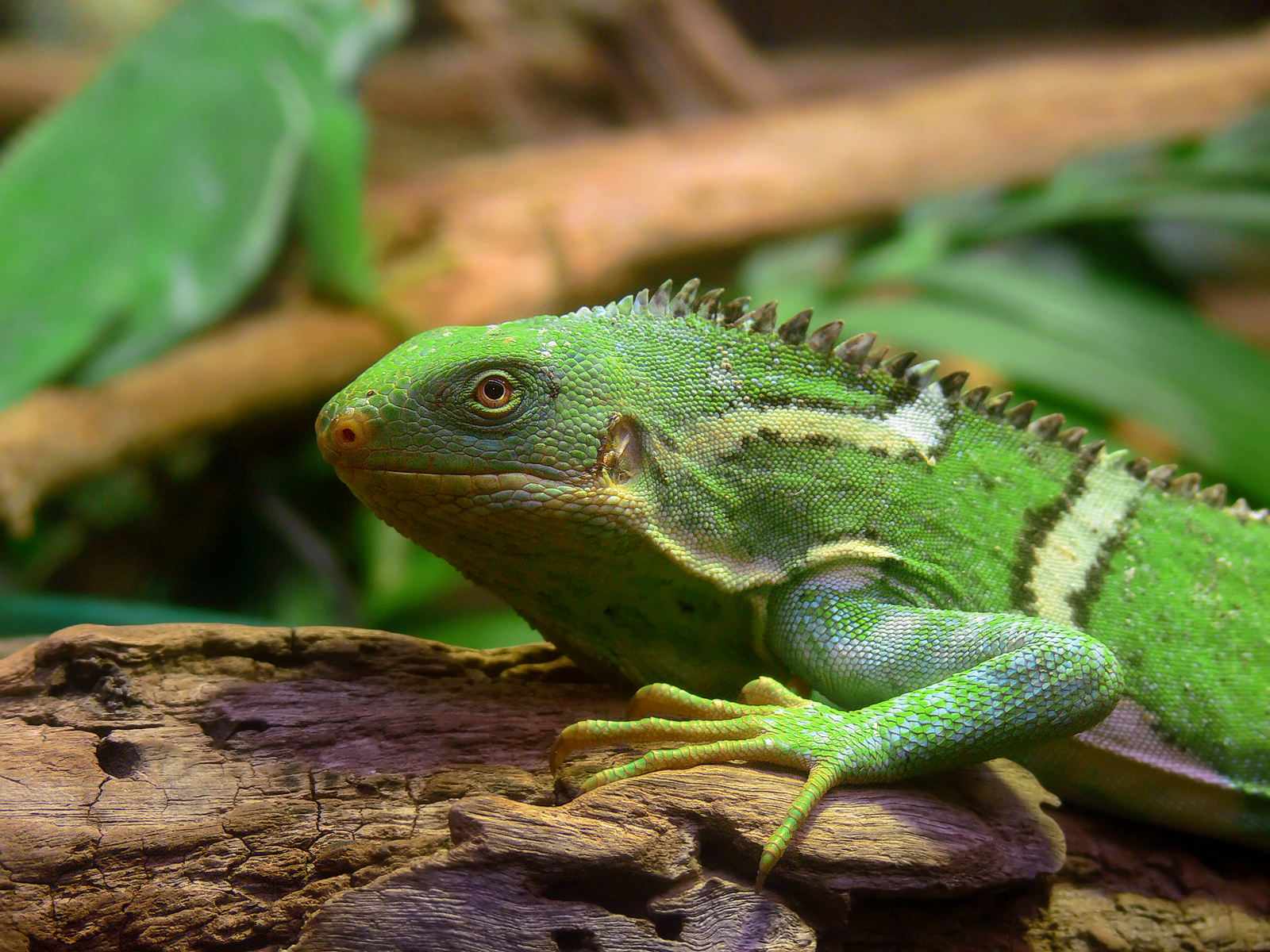
Iguana crestada de les Fiji (Brachylophus vitiensis)

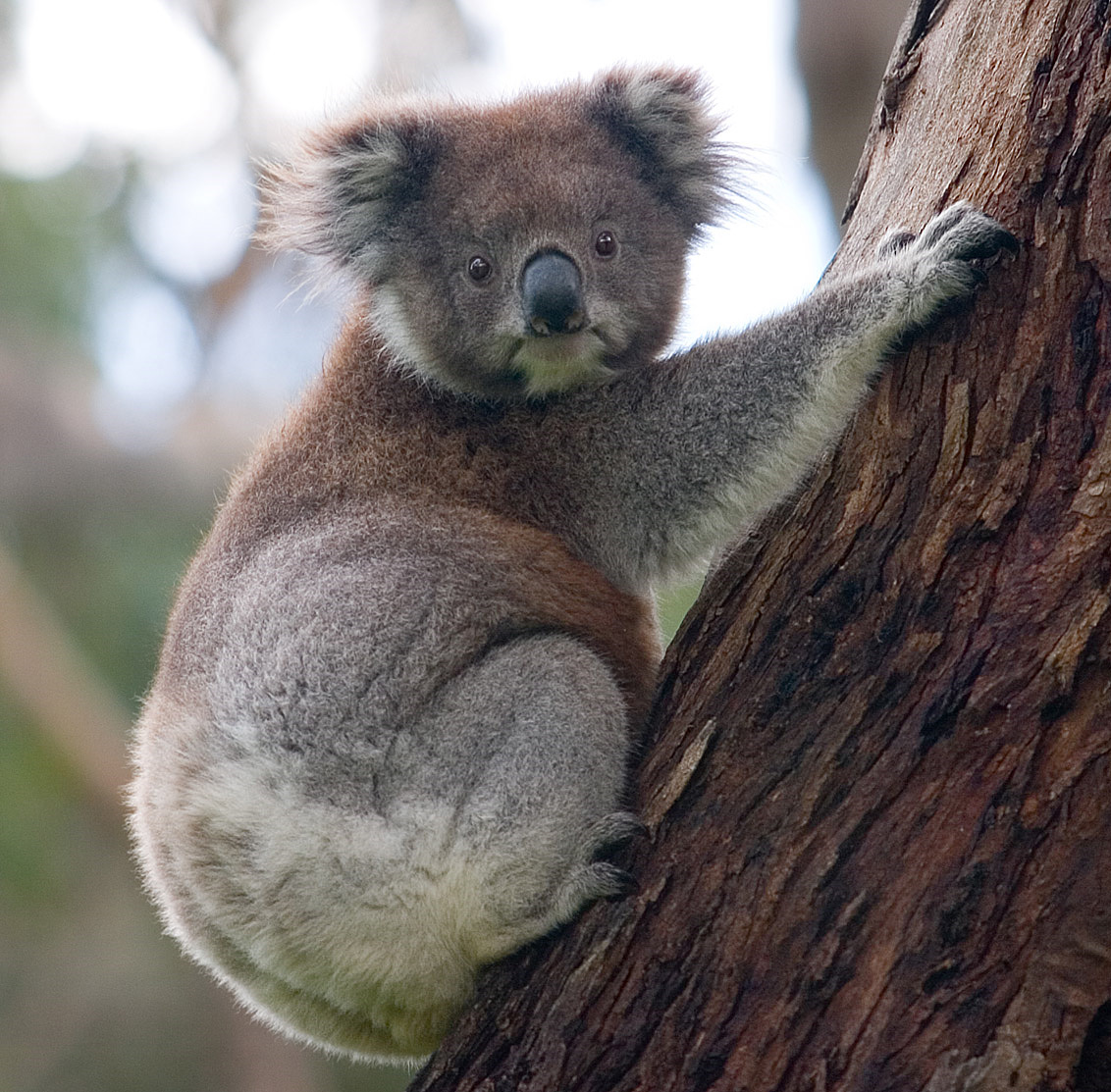
El coala i l'eucaliptus, icones de la flora i la fauna d'Austràlia

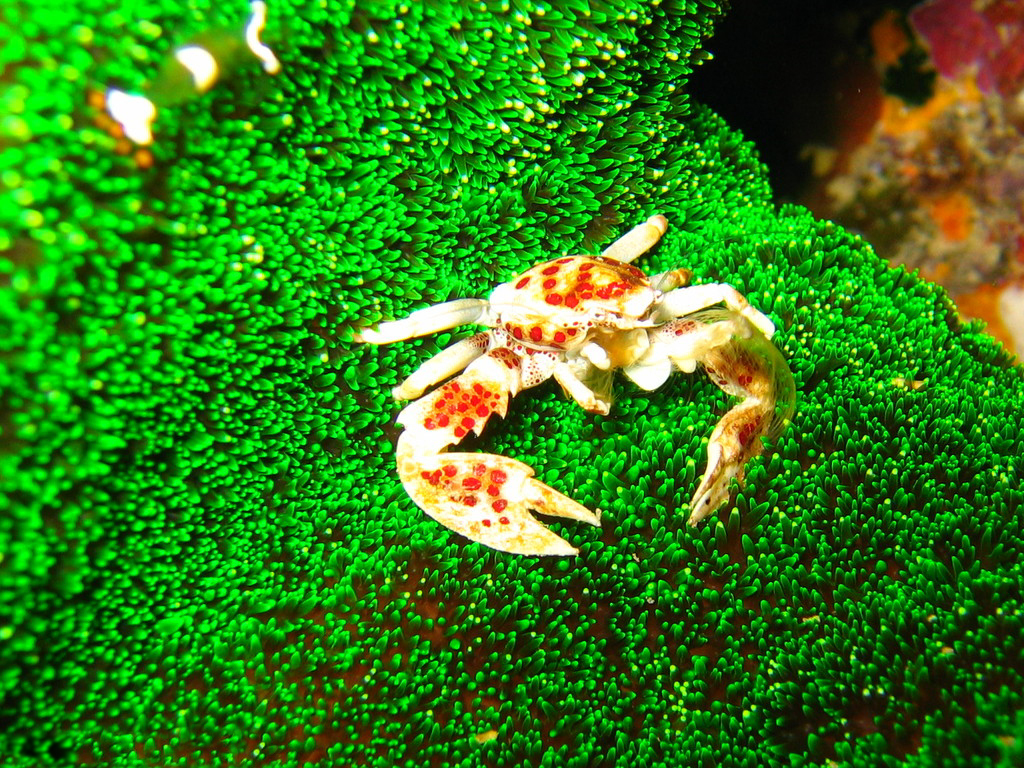
Un cranc de l'espècie Neopetrolisthes maculatus damunt de l'anemone Cryptodendrum adhaesivum a la Gran Barrera de Corall.

Els primers pobladors humans d'Oceania procedien del sud-est d'Àsia: d'ells descendeixen els actuats habitants de Papua Nova Guinea i els aborígens australians. A aquesta primera onada humana va seguir-ne una segona que s'estendria cap a l'est fins a arribar a l'Illa de Pasqua.
Fernando de Magallanes va descobrir les Marianes i altres illes d'Oceania abans de morir a les Filipines. Poc després van explorar la regió els portuguesos: el 1525 van descobrir les Carolines, i a l'any següent Nova Guinea. Els holandesos van recórrer el 1642 el litoral d'Austràlia i van descobrir Tasmània, les Tonga, Fiji i Bismarck. A la vegada, des d'Acapulco (Mèxic) i el Callao (Perú) van partir expedicions espanyoles que descobriren nombroses illes del Pacífic.
Durant el segle xviii van ser els britànics i els francesos els que van explorar la regió. Entre 1764 i 1770, els britànics van recórrer Tahití, Samoa, Salomó i Noves Hèbrides. James Cook, entre 1768 i 1779, va arribar a les Illes de la Societat, Nova Zelanda, les Marqueses, Noves Hèbrides i Hawaii. Els francesos van explorar les illes paral·lelament als britànics. Tots aquests viatges determinaren el repartiment d'Oceania entre la Gran Bretanya, França i altres països: per la possessió de Tahití, França i Gran Bretanya arribaren a una greu tensió l'any 1844. Posteriorment, França s'annexà Nova Caledònia el 1853, els Estats Units les Illes Hawaii el 1894 i els alemanys reeixiren a instal·lar-se a una part de Nova Guinea, a Salomó i a Nova Bretanya l'any 1884, tot i que aquestes colònies les van perdre a conseqüència de la seua derrota a la Primera Guerra Mundial.
Durant la Segona Guerra Mundial Oceania fou l'escenari de la gran ofensiva japonesa i de la contraofensiva aliada. Més tard, la Nova Guinea holandesa passà a formar part d'Indonèsia i les Hawaii esdevingueren un estat estatunidenc. D'altres illes i territoris van assolir progressivament la seva independència: Samoa Occidental l'any 1962; Nauru el 1968; Fiji el 1970; Tonga el 1970; Papua Nova Guinea, Tuvalu i Salomó el 1975, Kiribati el 1979 i Vanuatu el 1980. Les dues grans potències regionals d'Oceania són Austràlia i Nova Zelanda, independitzades de la Gran Bretanya el 1901 i el 1931 respectivament.

## Geografia política
La pertinença o no dels diferents territoris a Oceania no és gens clara. A grans trets, se segueixen els següents postulats:
- La Línia de Wallace defineix el límit geològic i biològic entre Àsia i Oceania i, per tant, se sol incloure dins d'Oceania tot el territori situat dins de la placa tectònica australiana (Austràlia -incloent-hi Tasmània-, Nova Zelanda i Nova Guinea).[4]
- Els arxipèlags situats a Micronèsia, Melanèsia i Polinèsia sempre s'inclouen dins d'Oceania.[5]
- L'arxipèlag de Hawaii, tot i ésser un estat membre dels Estats Units, és considerat part d'Oceania perquè hi comparteix trets culturals i idiomàtics comuns.[6]
- L'illa de Pasqua, província xilena, és considerada el punt més oriental d'Oceania pels orígens polinèsics dels seus primers habitants.[7]
- Una part d'Indonèsia (en concret, Nova Guinea i illa de Timor) posseeix característiques geològiques que el fan part d'Oceania, però, a causa dels seus vincles culturals amb Àsia, és considerat com a territori asiàtic.

### Estats i territoris d'Oceania
Històricament les illes d'Oceania han passat per diferents graus de dependència de les potències colonials: protectorat, colònia, annexió o mandat o fideïcomís de les Nacions Unides. Fins i tot hi ha hagut condominis de sobirania conjunta. A causa de l'aïllament i la falta de recursos, els diversos territoris han anat negociant al llarg del segle xx diferents graus d'autonomia o independència. Significativament, les illes dependents de França han anat passant de Territori d'Ultramar (TOM) a Col·lectivitat d'Ultramar (COM) o País d'Ultramar (POM), adquirint progressivament autonomia i sobirania. Es poden distingir estats sobirans, uns d'independents i altres en lliure associació amb altres potències, alguns d'ells membres de les Nacions Unides. Finalment, segons la nomenclatura britànica, existeixen territoris organitzats, no organitzats, incorporats i no incorporats.
| Situació                                                  | Nom de la regió + estats i territoris i llurs banderes   | Superfície (km²) | Població (any 2002) | Densitat (per km²) | Capital                                                                |
| --------------------------------------------------------- | -------------------------------------------------------- | ---------------- | ------------------- | ------------------ | ---------------------------------------------------------------------- |
| Australàsia                                               |                                                          |                  |                     |                    |                                                                        |
| Situació d'Austràlia                                      | Australia                                                | 7,686,850        | 21,050,000          | 2.7                | Canberra                                                               |
| Situació de Nova Zelanda                                  | Nova Zelanda                                             | 268,680          | 4,108,037           | 14.5               | Wellington                                                             |
| Dependències/Territoris d'Austràlia:                      |                                                          |                  |                     |                    |                                                                        |
|                                                           | illa Christmas (Austràlia)                               | 135              | 1,493               | 3.5                | Flying Fish Cove                                                       |
|                                                           | Illes Cocos (Austràlia)                                  | 14               | 632                 | 45.1               | West Island                                                            |
| Situació de l'illa Norfolk                                | Illa Norfolk (Austràlia)                                 | 35               | 1,866               | 53.3               | Kingston                                                               |
| Melanèsia                                                 |                                                          |                  |                     |                    |                                                                        |
| Situació de Fiji                                          | Fiji                                                     | 18,270           | 856,346             | 46.9               | Suva                                                                   |
| Situació de Papua                                         | Papua                                                    | 365.466          | 2.851.999           | 8                  | Port Numbay                                                            |
| Situació de Papua Occidental                              | Papua Occidental                                         | 56.515           | 760.855             | 13                 | Manokwari                                                              |
| Situació de Nova Caledònia                                | Nova Caledònia (França)                                  | 19,060           | 240,390             | 12.6               | Nouméa                                                                 |
| Situació de Papua Nova Guinea                             | Papua Nova Guinea                                        | 462,840          | 5,172,033           | 11.2               | Port Moresby                                                           |
| Situació de Salomó                                        | Solomon Islands                                          | 28,450           | 494,786             | 17.4               | Honiara                                                                |
| Situació de Vanuatu                                       | Vanuatu                                                  | 12,200           | 196,178             | 16.1               | Port Vila                                                              |
| Micronèsia                                                |                                                          |                  |                     |                    |                                                                        |
| Situació dels Estats Federats de Micronèsia               | Estats Federats de Micronèsia                            | 702              | 135,869             | 193.5              | Palikir                                                                |
| Situació de Guam                                          | Guam (Estats Units)                                      | 549              | 160,796             | 292.9              | Hagåtña                                                                |
| Situació de Kiribati                                      | Kiribati                                                 | 811              | 96,335              | 118.8              | South Tarawa                                                           |
| Situació de les Illes Marshall                            | Marshall Islands                                         | 181              | 73,630              | 406.8              | Majuro                                                                 |
| Situació de Nauru                                         | Nauru                                                    | 21               | 12,329              | 587.1              | No en té, però Yaren n'exerceix la funció ja que és la seu del govern. |
| Situació de les Illes Mariannes Septentrionals            | Illes Mariannes Septentrionals (EUA)                     | 477              | 77,311              | 162.1              | Saipan                                                                 |
| Situació de Palau                                         | Palau                                                    | 458              | 19,409              | 42.4               | Melekeok                                                               |
| Situació de les Illes d'Ultramar Menors dels Estats Units | Illes d'Ultramar Menors dels Estats Units (Estats Units) | 28               | 40 Personal militar | 1.2                | -                                                                      |
| Polinèsia                                                 |                                                          |                  |                     |                    |                                                                        |
| Situació de la Samoa Nord-americana                       | Samoa Nord-americana (Estats Units)                      | 199              | 68,688              | 345.2              | Pago Pago                                                              |
|                                                           | Illes Chatham (Nova Zelanda)                             | 966              | 609                 | 0.6                | Waitangi                                                               |
| Situació de les Illes Cook                                | Illes Cook (Nova Zelanda)                                | 240              | 20,811              | 86.7               | Avarua                                                                 |
| Situació de l'Illa de Pasqua                              | Illa de Pasqua (Xile)                                    | 163.6            | 3,791               | 23.1               | Hanga Roa                                                              |
| Situació de la Polinèsia Francesa                         | Polinèsia Francesa (França)                              | 3,961            | 257,847             | 61.9               | Papeete                                                                |
| Situació de Hawaii                                        | Hawaii (Estats Units)                                    | 28,311           | 1,283,388           | 72.8               | Honolulu                                                               |
| Situació de Niue                                          | Niue (Nova Zelanda)                                      | 260              | 2,134               | 8.2                | Alofi                                                                  |
| Situació de les Illes Pitcairn                            | Illes Pitcairn (Gran Bretanya)                           | 5                | 47                  | 10                 | Adamstown                                                              |
| Situació de Samoa                                         | Samoa                                                    | 2,944            | 214,265             | 60.7               | Apia                                                                   |
| Situació de Tokelau                                       | Tokelau (Nova Zelanda)                                   | 10               | 1,431               | 143.1              | —                                                                      |
| Situació de Tonga                                         | Tonga                                                    | 748              | 106,137             | 141.9              | Nuku'alofa                                                             |
| Situació de Tuvalu                                        | Tuvalu                                                   | 26               | 11,146              | 428.7              | Funafuti                                                               |
| Situació de Wallis i Futuna                               | Wallis i Futuna (França)                                 | 274              | 15,585              | 56.9               | Mata-Utu                                                               |
| Total                                                     | Total                                                    | 9,039,675        | 35,834,670          | 4.0                |                                                                        |
| Total sense Austràlia                                     | Total sense Austràlia                                    | 1,352,825        | 14,784,670          | 11.2               |                                                                        |

## Distribució aproximada
Estats independents amb fons groc; Dependències d'altres Estats amb fons taronja
| Estat o dependència km² habitants |                                      |                                | Illes Mariannes Septentrionals (EUA) 477 77.311 |                                        | Guam (EUA) 549 160.796              |                       | Illes d'Ultramar Menors (EUA) 28 40   |                            | Hawaii (EUA) 28.311 1.283.388             |                          |                                 |
|                                   |                                      |                                |                                                 | Illes Marshall 181 73.630              |                                     |                       |                                       |                            |                                           |                          |                                 |
|                                   |                                      | Palau 458 19.409               | Estats Federats de Micronèsia 702 135.869       | Nauru 21 12.329                        |                                     | Kiribati 811 96.335   |                                       |                            |                                           |                          |                                 |
| Illes Cocos (Austràlia) 14 632    |                                      |                                | Papua Nova Guinea 462.840 5.172.033             | Salomó 28.450 494.786                  | Tuvalu 26 11.146                    |                       |                                       |                            |                                           |                          |                                 |
|                                   | illa Christmas (Austràlia) 135 1.493 |                                |                                                 | Vanuatu 12.200 196.178                 | Wallis i Futuna (França) 274 15.585 | Tokelau (NZ) 10 1.431 |                                       |                            |                                           |                          |                                 |
|                                   |                                      | Austràlia 7.686.580 21.050.000 | Illa Norfolk (Austràlia) 35 1.866               | Nova Caledònia (França) 19.060 240.390 | Fiji 18.270 856.346                 | Samoa 2.944 214.265   | Samoa Nord-americana (EUA) 199 68.688 | Illes Cook (NZ) 240 20.811 | Polinèsia Francesa (França) 3.961 257.847 |                          | Illa de Pasqua (Xile) 164 3.791 |
|                                   |                                      |                                |                                                 | Nova Zelanda 268.680 4.108.037         | Illes Chatham (NZ) 966 609          | Tonga 748 106.137     | Niue (NZ) 260 2.134                   |                            |                                           | Illes Pitcairn (RU) 5 47 |                                 |
| --------------------------------- | ------------------------------------ | ------------------------------ | ----------------------------------------------- | -------------------------------------- | ----------------------------------- | --------------------- | ------------------------------------- | -------------------------- | ----------------------------------------- | ------------------------ | ------------------------------- |

## Geografia física
Oceania cobreix una regió macrogeogràfica situada entre l'Àsia Sud-oriental i Amèrica, amb Austràlia com a major massa continental, seguida per les més petites i properes illes de Papua Nova Guinea i Nova Zelanda, a les que se sumen unes 25.000 petites illes disperses al Pacífic. El nom d'Oceania prové del fet que, a diferència d'altres continents, aquest es compon principalment de les terres emergides del Pacífic i dels mars adjacents. Està banyada pels oceans Índic, glaciar Antàrtic i Pacífic, i separada d'Àsia pels mars de Timor i d'Arafura, amb un total de 25.760 km de costes. Oceania és el continent més sec del planeta, el menys poblat, el més pla, el que té els terrenys més antics i, també, els menys fèrtils.

### Orografia
L'altitud mitjana d'Oceania és baixa: 340 metres. A Austràlia predominen les planes i els altiplans baixos, i l'illa alberga l'únic conjunt muntanyós d'importància continental: la Gran Serralada Divisòria. Nova Guinea i les illes de Nova Zelanda són de relleus accidentats i algunes cims superen els 4.000 metres. Hi ha algunes illes del Pacífic que són muntanyoses, amb volcans actius, com a Samoa i a Hawaii, i altres més aviat baixes, que poden formar atols, com els denominats atols del Pacífic, entre els quals destaca l'atol Kwajalein. A través de Micronèsia s'estén la Fossa de les Mariannes, on s'ha sondejat el punt més profund de la Terra, el Challenger Deep, al sud-oest de l'illa de Guam.
La muntanya més alta d'Austràlia, Mont Mawson de 2.745 m, es troba a la petita illa Heard a l'oceà Índic meridional, tot i que el Mont Kosciuszko, amb 2.228 m, és la principal elevació del continent australià.

### Clima
El clima està fortament influenciat pels corrents oceànics (incloïent-hi El Niño, el qual causa sequeres periòdiques) i pel sistema estacional tropical de baixa pressió atmosfèrica, que produeix freqüents tifons al nord d'Austràlia. Tret de Nova Zelanda i d'una part d'Austràlia (que gaudeixen d'un clima temperat o desèrtic), a les illes d'Oceania predomina el clima càlid a causa de la seua localització intertropical (per exemple, és equatorial a Nova Guinea i tropical a Hawaii).
Les precipitacions són abundants a les costes orientals de les illes muntanyenques (exposades als vents alisis), mentre que les costes occidentals (a sotavent), pateixen una major aridesa. La regió desèrtica o semiàrida és la de major extensió de tot aquest territori: un 40% està cobert per dunes de sorra.

### Hidrografia
Només es pot parlar d'una veritable xarxa hidrogràfica a les illes més grans. El sistema fluvial del continent és el format pel Murray-Darling, a Austràlia, que compta amb nombrosos afluents de caràcter estacional. Els rius de Nova Guinea i Nova Zelanda són curts i alguns augmenten el seu cabal per la presència de glaceres.

### Illes
Oceania compta amb més de 25.000 illes i illots, però només quatre són de gran mida: Austràlia (86% de la superfície d'Oceania i l'illa més extensa de la Terra), Nova Guinea i les dues illes que conformen Nova Zelanda. Hi ha milers de petites illes i illots escampats pel Pacífic, essent-ne la majoria esculls de corall d'origen volcànic que s'agrupen en tres grans conjunts insulars coneguts com a Micronèsia, Melanèsia i Polinèsia.

## Medi ambient
L'aïllament de les terres d'Oceania explica la peculiaritat de la vegetació i la fauna, sobretot l'australiana, entre la qual destaquen el gènere Eucalyptus i la presència de marsupials, pràcticament desapareguts de la resta del planeta. A causa de la insularitat, totes les illes compten amb nombrosos endemismes.

### Flora
La gran dispersió de les terres d'Oceania fa que la flora hi sigui molt variada (a tall d'exemple, les orquídies sumen unes 5.000 espècies i les falgueres unes 500). La proporció d'espècies endèmiques a les illes geològicament antigues és sovint compresa entre un 50% i un 80% (a Hawaii i Nova Zelanda és d'un 82% i d'un 72% respectivament, i a Austràlia, de les 10.000 espècies vegetals superios que s'hi fan, unes 8.600 són endèmiques). En canvi, la flora dels atols recents és pobra i formada, sobretot, per espècies d'àrea extensa, ben dotades de mitjans de disseminació.
La vegetació inclou des de selves humides tropicals i temperades a deserts, i entre les espècies més característiques hi podem trobar el taro a la zona tropical, mentre que a les costes equatorials abunden els manglars i els cocoters.

### Fauna
Entre altres espècies, hi podem trobar diferents espècies de cangurs, el coala (Phascolarctos cinereus), el cucaburra (Dacelo gigas), l'ornitorrinc (Ornithorhynchus anatinus), l'ocell del paradís, la tuatara (Sphenodon punctatus), el kiwi, el diable de Tasmània (Sarcophilus harrisii), l'ocell lira, el numbat (Myrmecobius fasciatus), l'equidna, el uombat, el casuari i el dingo.

## Població
Oceania és el continent menys poblat de la Terra (exceptuant-ne la deshabitada Antàrtida), ja que el 2006 hi havia 34 milions d'habitants (menys de l'1% de la població mundial), i també és el menys densament poblat: la densitat demogràfica mitjana ronda els 4 habitants per km². La població es reparteix de manera molt desigual: Austràlia, Nova Zelanda i Papua Nova Guinea concentren més del 90% de la població continental, i existeixen nombroses illes deshabitades.

### Principals aglomeracions
Les principals agloremacions d'Oceania es troben a Austràlia, l'estat més poblat del continent. Aquestes són les principals: 
1. Sydney, amb 4,4 milions d'habitants (Austràlia)
2. Melbourne, amb 3,5 milions d'habitants (Austràlia)
3. Brisbane, amb 1,8 milions d'habitants (Austràlia)
4. Perth, amb 1,4 milions d'habitants (Austràlia)
5. Adelaida, amb 1,1 milions d'habitants (Austràlia)
6. Auckland, amb 1,1 milions d'habitants (Nova Zelanda)
7. Honolulu, amb 900.000 habitants (Hawaii, Estats Units)
8. Gold Coast, amb 550.000 habitants (Austràlia)

## Llengües
Hi ha dos tipus de llengües: les indígenes (no reconegudes oficialment tot i ser-hi majoritàries, llevat del samoà, el nauruà i el tongà) i les introduïdes pels colonitzadors (essent-ne l'anglès la més estesa).

### Llengües indígenes
L'ocupació europea, les malalties contagioses i l'alcoholisme, així com la misèria provocada per l'expropiació de les terres més fèrtils pels europeus, feu reduir el nombre d'aquestes llengües. Pertanyen al grup oriental o oceànic de la família austronèsia (subgrups melanesi, polinesi i micronesi) i a les nombroses famílies dels macroagrupaments de les llengües australianes i de les papús.
Pel que fa a les llengües polinèsies, aquestes són parlades a la Polinèsia, a Nova Zelanda i a algunes illes veïnes de la Micronèsia i de la Melanèsia. El maorí n'és la més parlada amb 200.000 parlants a Nova Zelanda. El samoà, amb 130.000 parlants a Samoa, és la llengua oficial d'aquest país. El tahitià és parlat per unes 30.000 persones a les Illes de la Societat, mentre que el hawaià (parlat per unes 10.000 persones, el 2% del total de l'arxipèlag) tendeix a desaparèixer en benefici de l'anglès i del japonès.
D'entre les llengües melanèsies, el fiji és parlat a Fiji per 170.000 persones (el 40% de la població), el sasak i el tasiriki a Vanuatu, el malu i el vatouranga a Salomó, etc. Cal assenyalar que la majoria d'aquests idiomes no arriben a tindre més de 10.000 parlants.
Les llengües micronèsies són parlades a la Micronèsia i les més importants són el ponapeà, el carolini, el marshallès, el gilbertès, etc. A les Illes Mariannes es parla el chamorro i a les Palau el palauà.
Les llengües australianes que són, si fa no fa, 260 són d'ús privatiu per a unes 50.000 persones.

### Llengües introduïdes
- Entre altres territoris, l'anglès és parlat a Austràlia (16.000.000 milions de persones) i Nova Zelanda (3.000.000).
- El japonès és parlat a Hawaii per unes 250.000 persones i ha desaparegut pràcticament de les illes Palau i Mariannes arran de l'expulsió dels japonesos pels Estats Units després de la fi de la Segona Guerra Mundial l'any 1945.[35]
- El francès és parlat a Nova Caledònia i Tahití.
- El xinès és parlat per 50.000 persones a Hawaii.
- L'hindi és la llengua de 234.000 indis a Fiji.[36]

## Vegeu també

Port de Sydney de nit, amb el Palau de l'Òpera a l'esquerra, el districte financer al centre i el Sydney Harbour Bridge a la dreta.